# Jevgenij Lukjaněnko
Jevgenij Jurjevič Lukjaněnko (rus.: Евгений Юрьевич Лукьяненко) (* 23. ledna 1985) je ruský sportovec, atlet, jehož specializací je skok o tyči.
Jeho nejúspěšnější sezónou byl rok 2008, kdy se stal ve Valencii halovým mistrem světa a získal stříbrnou medaili na letních olympijských her v Pekingu, kde prohrál jen s Australanem Stevenem Hookerem.

## Úspěchy
| Rok  | Závod                             | Místo               | Umístění | Výkon  |
| ---- | --------------------------------- | ------------------- | -------- | ------ |
| 2007 | Mistrovství světa v atletice 2007 | Ósaka, Japonsko     | 6.       | 5,81 m |
| 2008 | Halové mistrovství světa 2008     | Valencie, Španělsko | 1.       | 5,90 m |
| 2008 | Letní olympijské hry 2008         | Peking, Čína        | 2.       | 5,85 m |
| 2008 | Světové atletické finále          | Stuttgart, Německo  | 4.       | 5,60 m |

## Osobní rekordy
- hala - (590 cm - 9. března 2008, Valencie)
- venku - (601 cm - 1. července 2008, Bydhošť)